# Hellenistische architectuur

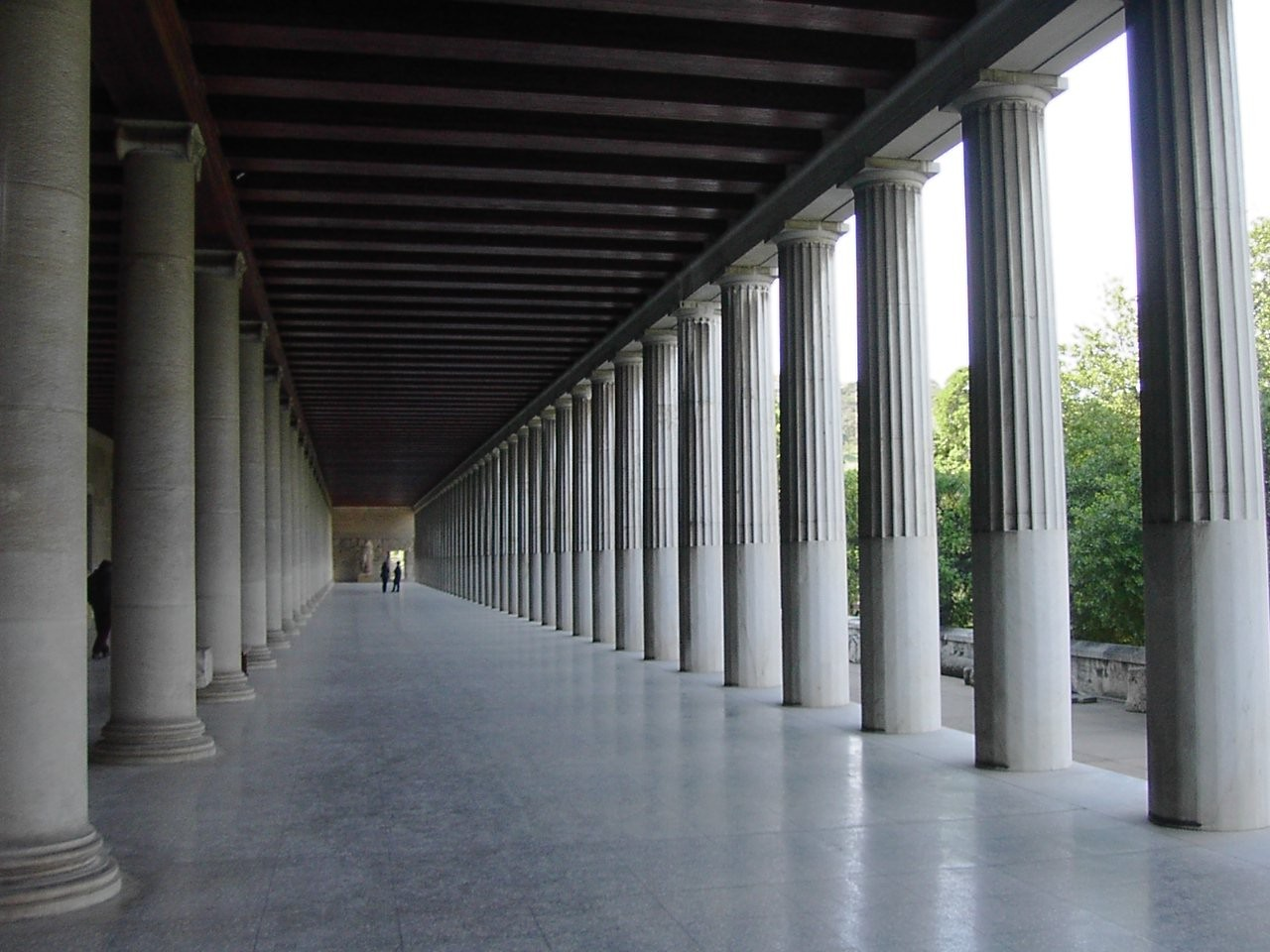
Gerestaureerde stoa van Attalus I uit het oude Athene.

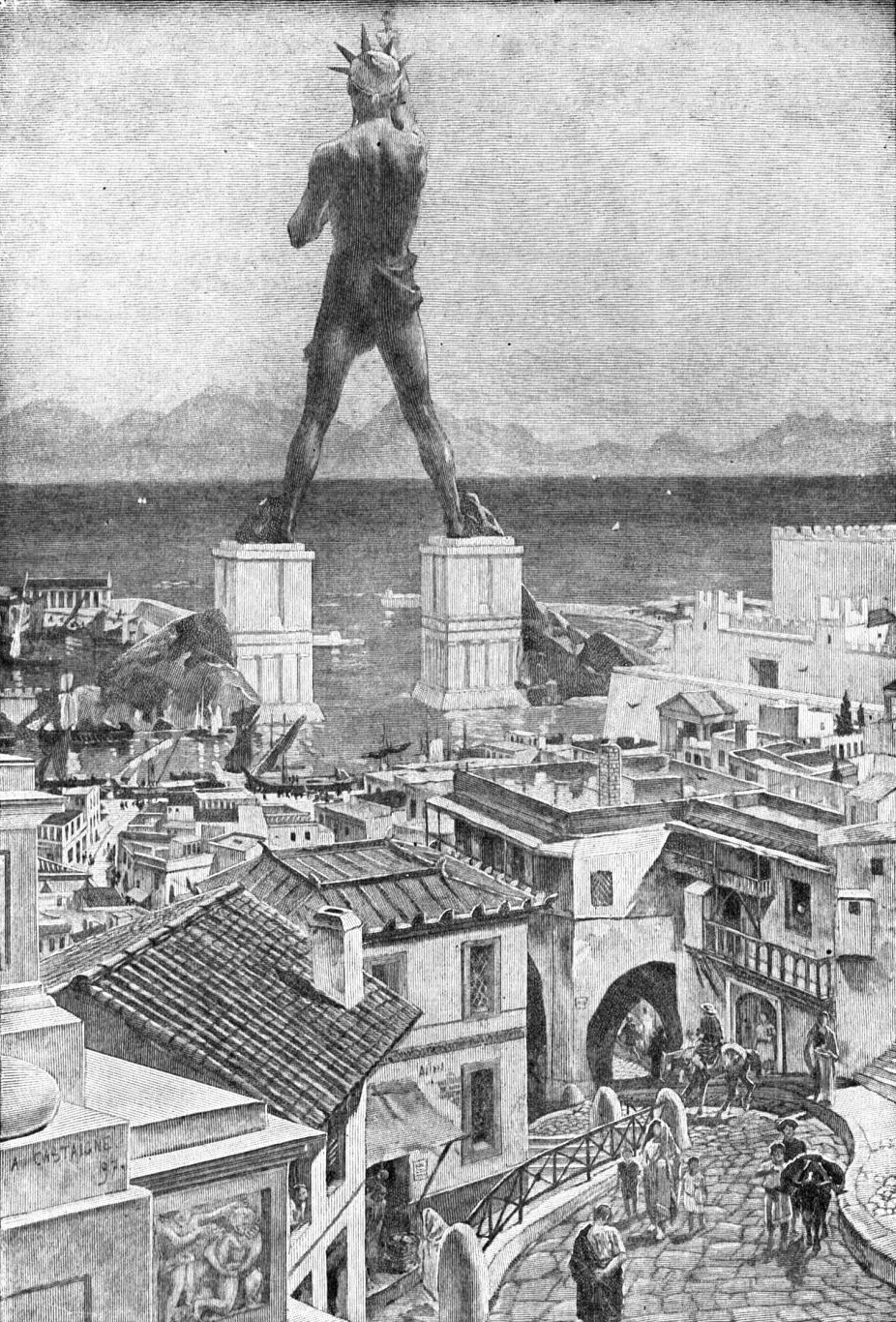
De kolos van Rodos.

De hellenistische architectuur was een hoogtepunt in de architectuur van de oudheid. Twee van de zeven klassieke wereldwonderen mocht ze op haar naam schrijven: de kolos van Rodos en de Pharos van Alexandrië. Maar ook de Bibliotheek van Alexandrië was een staaltje van architectonisch vernuft. De Hellenistische architectuur werd door een grotere vormvrijheid gekenmerkt dan de Oud-Griekse architectuur, mede door het gebruik van onder andere beton, en door de aanleg van grootschalige projecten en hele steden zoals Pergamon. De mozaïekvloeren en muurschilderen waren in een stijl, die met de hellenistische schilderkunst overeenkwam.
Er werden lichtbeuken in de basilica gebouwd. Hellenistische vorsten en weldoeners lieten optrekken gebouwen met een publiek doel bouwen. Het is nog steeds een belangrijk sociaal element in Griekenland dat rijke mensen de rekening voor voorzieningen voor de armen betalen. Zo werden de basilica en stoa zeer populair, maar ook agora's en andere stadsvoorzieningen werden door de vorsten aangelegd. De hellenistische vorsten kregen de mogelijkheid om een stad als Alexandrië aan de hand van één ontwerp van de grond af op te bouwen.

## Kenmerken hellenistische stad
Doordat de steden anders werden opgezet, nu dat openbare weldoeners en vorsten gigantische bouwwerken neerzetten en sommigen steden volgens een plan uit de grond werden gestampt, zijn er een aantal specifieke kenmerken voor hellenistische steden:
- Om macht of prestige te laten gelden, werden immense projecten opgezet. Bovendien groeiden sommige steden uit tot wel 100 000 inwoners en dat betekende veel rijken die deze schaalvergroting konden bekostigen. De stad werd volgezet met agora's, theaters, renbanen, maar ook waterleidingen, badhuizen en tempels, allemaal van grootse afmetingen.
- Veel nieuwe steden werden gebouwd volgens het hippodamische systeem, naar de architect Hippodamus van Milete, oftewel het schaakbordpatroon. Men zag dat dit voor het verkeer wel erg handig was. Hiervan is Priëne een mooi voorbeeld.
- De openbare gebouwen werden voornamelijk rondom een centrale plaats of rondom het paleis. De macht van de vorst kwam zo sterk tot uitdrukking. Sommige gebouwen, meestal odeia, mouseia, bibliotheken, gymnasia en tempels, werden zelfs in het paleis opgenomen om te benadrukken dat de vorst voor al deze zaken had gezorgd.